# CALIDOT

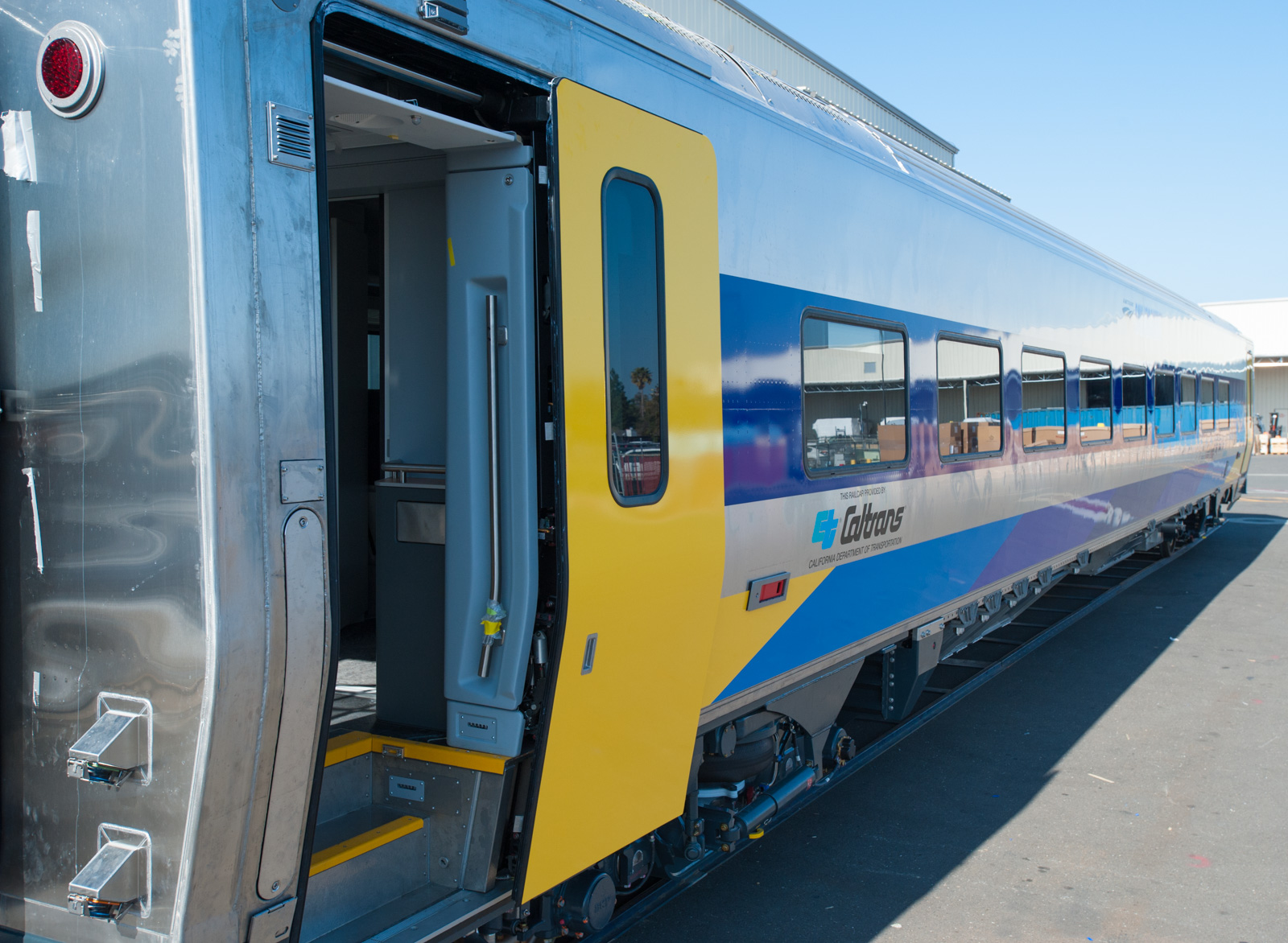
CALIDOT（ベンチャー）（カルトランス向け）
（2020年撮影）

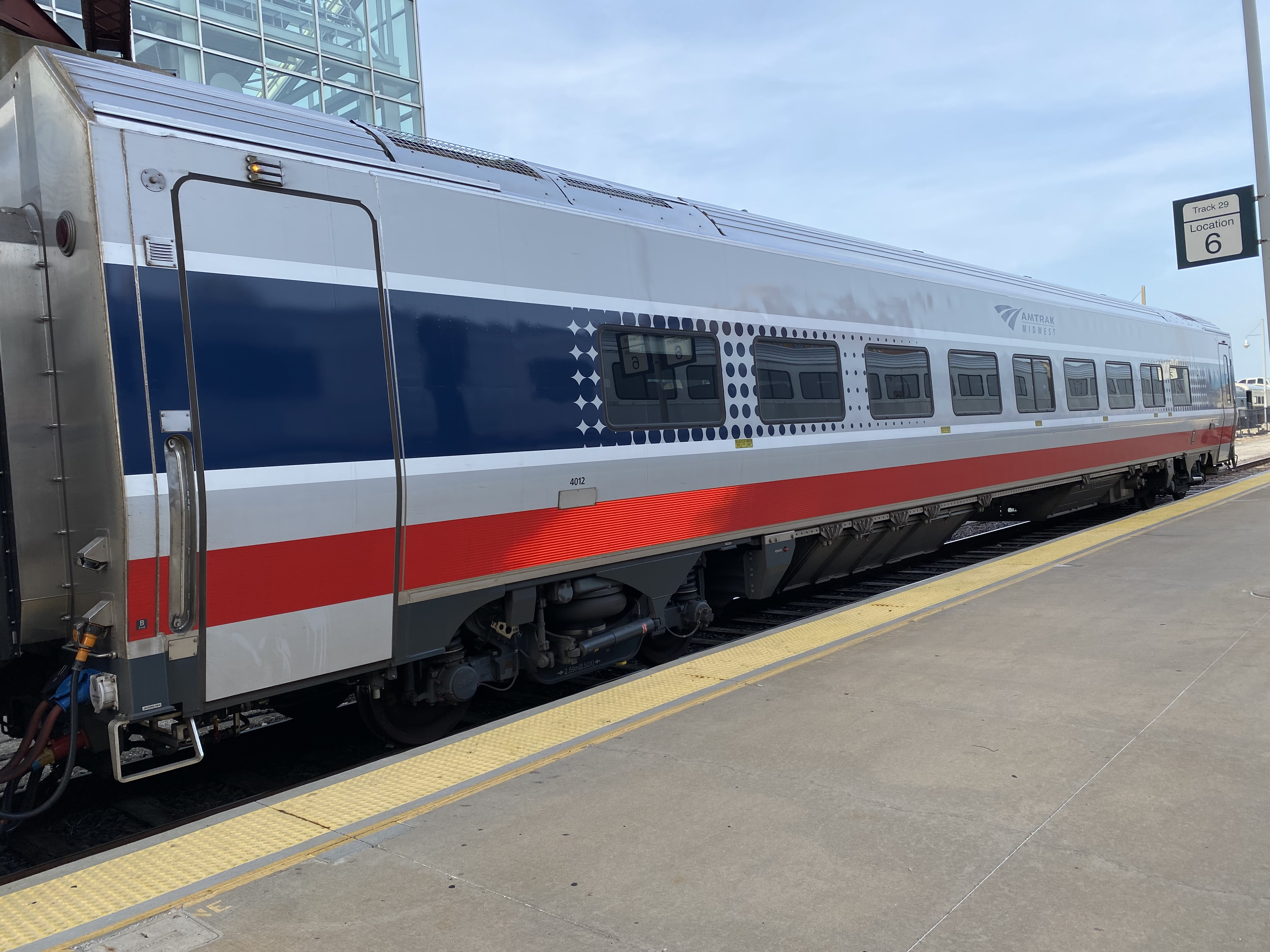
CALIDOT（ベンチャー）（IDOT向け）
（2022年撮影）

CALIDOT（カリドット）は、シーメンスがカリフォルニア州やイリノイ州などアメリカ各地でアムトラックが運営する鉄道路線へ向けて製造する客車の愛称。2022年から営業運転を開始した。
この項目では、"CALIDOT"以前に日本車輌製造が住友商事と共に受注を獲得しながらも様々な要因が重なり製造を断念した2階建て客車についても解説する。この大型案件の失敗は、日本車輌製造の決算の最終赤字やアメリカ合衆国の工場閉鎖にも繋がった。

## 日本車輌製造製2階建て客車（未成）

### 受注までの経緯
サンフランシスコやロサンゼルスなどカリフォルニア州でアムトラックが運営する都市間列車ブランドであるアムトラック・カリフォルニア（Amtrak California）の名を冠する列車には、1996年から営業運転を開始したカリフォルニアカー、2000年から導入されたサーフライナーなど、2階建て客車が主力として活躍している。2006年以降、これらの列車への財政援助を行っているカリフォルニア州交通局（カルトランス、Caltrans）と共に、アムトラックは第3世代となる新たな2階建て客車の検討を始めた。2008年に採択された旅客鉄道投資・改善法（Passenger Rail Investment and Improvement Act of 2008、PRIIA）に基づき調達コスト低減を目的とした仕様の標準化を図ったこの車両は、カリフォルニア州のみならずシカゴを中心としたイリノイ州の列車への財政援助を行うイリノイ州交通局（IDOT）管内の列車にも導入される予定であった。
そして、各州の代表であるカルトランスによって2012年4月に新型2階建て客車への入札が実施され、アルストム、CAF、川崎重工業、シーメンス、そして住友商事と共に参加した日本車輌製造の5社からの選考の結果、同年11月に日本車輌製造・住友商事の連合が2階建て客車130両の発注およびオプション300両の追加発注権を受領した。これはアメリカ政府が打ち出した鉄道路線の高速化・信頼性向上による景気刺激策として初めて実施された鉄道車両調達案件であり、契約金額は12億5,000万ドルという大型案件であった。

### 仕様
従来の2階建て客車よりも高速で運行可能な準高速車両として運用することを視野に置いており、最高速度は201 km/h（125 mph）を想定していた。編成は4 - 10両を基本とし、最大24両編成まで組成可能な設計となっていた。製造に際しては2009年アメリカ復興・再投資法（ARRA）による資金供給が実施されており、全部品をアメリカ国内で生産されたものとする"バイ・アメリカン条項"（100% Buy America）の対象となっていた。また、2階建ての車体は米国運輸省管掌米国規則（CFR49）238条に基づいた強度が求められていた。
車種は通常の客車に加え、手荷物室・運転室が設置された制御客車、カフェ・ラウンジカーの3種類が構想されており、アムトラックからは以下の仕様が提示されていた。全車とも障害を持つアメリカ人法（ADA）に基づいたバリアフリー設備を有し、1階部分には車椅子に対応したトイレが設置される予定だった。全130両のうち42両はカリフォルニア州（カルトランス）、88両はアメリカ中西部（IDOT）向けへの製造が計画されていた。
| 車種       | 客車                                           | 制御客車                                       | カフェ・ラウンジカー                                      |
| ---------- | ---------------------------------------------- | ---------------------------------------------- | --------------------------------------------------------- |
| 軌間       | 1,435mm                                        | 1,435mm                                        | 1,435mm                                                   |
| 全長       | 25,908mm(85ft)                                 | 25,908mm(85ft)                                 | 25,908mm(85ft)                                            |
| 全幅       | 3,200mm(10ft 6in)                              | 3,200mm(10ft 6in)                              | 3,200mm(10ft 6in)                                         |
| 全高       | 4,928mm(16ft 2in)                              | 4,928mm(16ft 2in)                              | 4,928mm(16ft 2in)                                         |
| 床面高さ   | 1階部分 457mm(18in) 2階部分 2,654.3mm(104.5in) | 1階部分 457mm(18in) 2階部分 2,654.3mm(104.5in) | 1階部分 457mm(18in) 2階部分 2,654.3mm(104.5in)            |
| 台車間距離 | 18,136mm (59ft 6in)                            | 18,136mm (59ft 6in)                            | 18,136mm (59ft 6in)                                       |
| 重量       | 68.1t(150,000lbs)                              | 69.9t(154,000lbs)                              | 69.5t(153,000lbs)                                         |
| 定員       | 89人 車椅子スペース1箇所                       | 74人 車椅子スペース1箇所                       | カフェ 座席33人分 車椅子スペース1箇所 ラウンジ 座席21人分 |
| 制動装置   | 空気ブレーキ、ディスクブレーキ、手ブレーキ     | 空気ブレーキ、ディスクブレーキ、手ブレーキ     | 空気ブレーキ、ディスクブレーキ、手ブレーキ                |

### 製造断念への経緯
2階建て客車の受注獲得に先立つ2012年7月に、日本車輌製造はイリノイ州ロシェル市に新工場を建設し、資材調達から最終試験まで全てを現地で行う事業体制を整えていた。更にこの大型案件に際して2014年7月に工場を拡張し、多数の従業員を採用した上で2015年以降の製造開始に備えた。だが、新規の従業員への技術の習熟が想定よりも遅れた事で製造現場に混乱が生じた結果納期が遅れ、2014年度の日本車輌製造の業績が7年ぶりの最終赤字に転落する要因となった。
翌2015年度には日本人社員を多数派遣することで習熟度の向上が図られたが、同年8月に製造された試作構体が連邦政府によって定められた安全基準や強度を満たしていない事が判明した。これを解決するためには指摘された箇所に加え車体構造全体を再設計しなければならず、原価高も重なり2016年10月の時点で損失は104億円にも膨れ上がった。更に部品調達先としていた台車メーカーが倒産する事態が起き、同年9月を期限としていたARRAによる資金の使用期限や連邦政府が指定していた2018年までの車両納入に向けた案件の遂行が困難になった旨を各事業者に報告した事を、2017年1月27日に発表された2016年度第3四半期決算で公開するにまで至った。
そして2017年11月6日、住友商事はこのプロジェクトに関して、車両の製造メーカーを日本車輌製造からシーメンスに変更するという契約内容の改訂を発表した。これに伴い、車両製造を断念した日本車輌製造は住友商事に対し3億2,894万2千ドル（約372億円）の解決金を支払った。イリノイ州の工場についても2017年に製造した車両は14両に過ぎず同年10月以降は生産実績が無かった事から、翌2018年8月をもって閉鎖され、日本車輌製造はアメリカにおける鉄道車両製造から撤退した。

## CALIDOT

### 概要
2017年11月3日に実施された前述の契約内容改訂に基づき、シーメンスが製造を手掛ける事になった客車。シーメンスが世界各地に展開する客車ブランドであるシーメンス・ヴィアッジョ・コンフォートを基に設計され、フロリダ州で運行するブライトラインに導入された「ベンチャー」の1車種で、開発の迅速さやバリアフリー対策も考慮した結果、2階建て車両ではなく1階建て車両として導入される事となった。
カリフォルニア州（カルトランス）向けに49両、イリノイ州（IDOT）向けに88両、合計137両が製造される予定となっており、編成は後述する各形式によって構成される。そのうちカルトランス向けの車両は7両編成を組む事が計画されており、先頭および後部車両となる7両目はディーゼル機関車の"チャージャー"と同型の運転台が設置された制御車である。製造はカリフォルニア州サクラメントにあるシーメンスの工場で実施され、車両の部品も全てアメリカ国内企業のものを使用する事でバイ・アメリカ条項を満たす仕様となっている。
最初に営業運転に投入されたのはイリノイ州向けの車両で、2022年から営業運転を開始した。カリフォルニア向けの車両も「サン・ホアキン」用として2024年から営業運転に投入されており、以降順次増備が行われる事になっている。

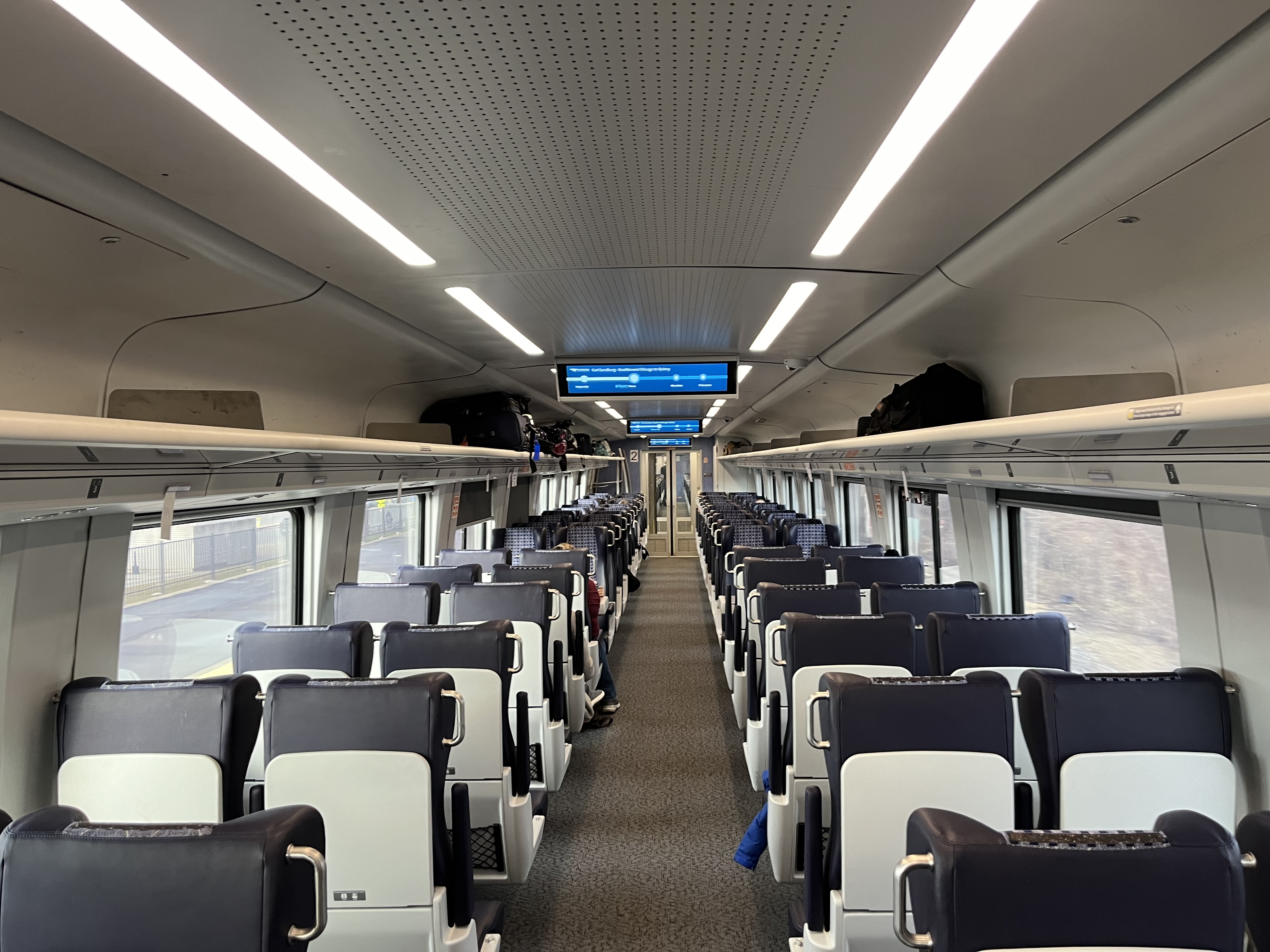
車内（IDOT向け車両）（2024年撮影）

### 形式
2019年の時点で、CALIDOTは以下の形式によって構成される事が計画されている。
| 導入先       | 形式  | 両数 | 乗降扉(両側) | 詳細                                           |
| ------------ | ----- | ---- | ------------ | ---------------------------------------------- |
| カルトランス | CT-1A | 14両 | 1箇所        | 中間客車                                       |
| カルトランス | CT-1B | 7両  | 1箇所        | 機関車と連結                                   |
| カルトランス | CT-1C | 7両  | 2箇所        | 中間客車 乗降扉に車椅子リフトを設置            |
| カルトランス | CT-1D | 7両  | 2箇所        | 中間客車                                       |
| カルトランス | CT-4A | 7両  | 1箇所        | 制御車                                         |
| カルトランス | CT-5A | 7両  | 2箇所        | カフェカー                                     |
| IDOT         | ID-1A | 20両 | 1箇所        | 中間客車                                       |
| IDOT         | ID-1B | 34両 | 1箇所        | ビジネスカー+カフェカーによる2両固定編成(17本) |
| IDOT         | ID-3A | 17両 | 2箇所        | ビジネスクラス・エコノミークラス合造車         |
| IDOT         | ID-5A | 17両 | 2箇所        | ラウンジカー                                   |